# Miseronka
Miseronka je zaniklá viniční usedlost v Praze-Bubenči, která stála v místech jižní zahrady Ruského velvyslanectví při ulici Korunovační, ze které býval hlavní vjezd. Jméno pochází od česko-italského rodu Miseroniů z Lisonu.

## Historie
Vinice nazývaná „Hvězda“ se před branou do Královské obory rozkládala ještě před rokem 1676 kdy ji koupil správce královské klenotnice Ferdinand Eusebio Miseroni. Ten dal na pozemku postavit letní dům a měl usedlost v držení až do roku 1684 kdy zemřel.
Roku 1755 při revizi katastru bylo zaznamenáno, že: „Miseronka skládá se z 2 a 3/4 strychu skutečné vinice, 1 a 1/4 strychu kuchyňské zahrady, 1 čtvrce květinového sadu a 3 strychů 2 a 1/2 věrtele pole. Z toho 5 strychů 2 a 3/4 věrtele uznáno bylo za půdu dominikální a 2 strychy za půdu rustikální“.
Řadu let držel Miseronku Antonín Mesler, farář od kostela svatého Václava v Menším městě. Při jeho vlastnictví byla vinice nazývána „Svatováclavskou“. Roku 1766 koupil za 4 125 zlatých pozemky a dům František Michal hrabě z Martinic na Smečně. Vinice, zahrada, viniční lis a dům byly podle trhové smlouvy „nově zdí ohrazeny, kdežto mimo zeď zůstává 6 výsevkových strychů pole, kus na levo od vchodu a kus na pravo“.
Hrabě z Martinic zde měl letní byt se zahradou a vinohradem, na kterém ustanovil hospodářem a vinařem Václava Hartika. Pole roku 1771 odprodal majiteli dvorce Kocínovského Františku Adamovi hraběti ze Šternberka. Při prodeji si vymínil, aby směl z jámy vedle pole odebírat zeminu na kypření vinice. Budovy usedlosti byly roku 1774 oceněny na 6 500 zlatých, nábytek na 761 zlatých a 40 krejcarů a obrazy na 700 zlatých. Obrazů bylo v usedlosti 445 - jednalo se o rytiny augšpurské, vlašské, anglické a francouzské, které byly zasklené v dubových rámech.
V závěti ze dne 4. ledna 1772 odkázal Martinic vinici z Bubenče Marii Anně de Scotti, rozené Nagyové. Protože se po jeho smrti roku 1773 přihlásili i někteří věřitelé a chtěli majetek obstavit, Marie Anna de Scotti se nechtěla soudit a postoupila vinici univerzální dědičce, vdově Marii Anně Martinicové rozené hraběnce Šternberkové a přijala od ní náhradu 3 000 zlatých. Než se vyřídilo dědictví, hospodářem na vinici byl Jan Toužil. Jeho denní plat i plat jeho manželky byl po 7 krejcarech, na střelný prach dostával zvlášť. Stejný denní plat měli i dělníci, kteří zde na jaře pracovali, tesaři za správu pumpy obdrželi 4 zlaté a 30 krejcarů a kominík za práci 1 zlatý a 30 krejcarů. Duchovní a kantor dostali koledou 2 zlaté.
Vinice šla roku 1781 do veřejné dražby, kde ji vydražila Josefa ze Šterneku za 2 500 zlatých. Obratem ji pak prodala za 3000 zlatých a 100 dukátů Křemnických pražskému arcibiskupovi Antonínu Petru hraběti Příchovskému z Příchovic. V domě bylo několik pokojů, kuchyně a místnost na výrobu cukrovinek.
Po jeho smrti usedlost dostal potomek synovce František de Paula hrabě Příchovský, c. k. komoří, který ji prodal roku 1794 hraběnce Eleonoře Hartigové, rozené Colloredové. Pozemek v té době měl tvar kosodelníku, v tupých úhlech na severu a jihu dala hraběnka postavit dva zděné altány. K zahradě pak přikoupila sousední pozemky od dědiců hraběte Františka Adama ze Šternberka - kusy pole „Na plácku“ a u bývalé arcibiskupovy zahrady.
Dalšími majiteli usedlosti byli Filipina, manželka hraběte Josefa Jindřicha Šlika (tajný rada a nejvyšší zemský komorník), poté Vilém I., hesenský kurfiřt, který vlastnil také nedalekou usedlost Zátorku (Miseronku koupil roku 1810 za 10.000 zlatých). Po jeho návratu do Hesenska byla usedlost prodána pražskému velkoobchodníkovi Vojtěch Zardovi za 20 450 zlatých vídeňské měny. Po Zardově smrti pronajímala jeho žena zahradu letním hostům a z příjmu splácela dluhy. Objevily se nesrovnalosti ohledně pozemků, jejich počtu a výměry. Pozemkem, který v katastru nebyl uveden, bylo takzvané „hliniště“, které původně náleželo ke dvorci čp. 4, později přiřazeného k zahradě Miseronky. Pravděpodobně se jednalo o bývalou vinici Popelářku.
Nemovitost šla pro dluhy do dražby – štěpnice, kuchyňská zahrada, anglický sad, dům, koňská stáj, tři zděné altány, květinový skleník a broskevna, v zahradě dvě studně, jedna u domu, druhá mezi severním a jižním altánem, nádrž s vodotečí u severního altánu, kuželník, sedátka a lavičky podél cest.
Majitelé se střídali. Roku 1825 usedlost koupil Jiří František hrabě Buquoy, přikoupil k ní sousední kusy pole a rozšířil libosad. Roku 1843 zahradu s polem prodal své ženě Marii Gabriele, rozené hraběnce Rottehanové. Dalšími majiteli byli Marie Anna, vdova po Fridrichu knížeti z Öttingen-Wallersteinu (1864-1886), Karel Fridrich kníže z Öttingen-Wallersteinu (1886), David Bloch (1886-1892), Adolf Bloch a Marie Blochová (1892). Při stavbě Buštěhradské dráhy bylo pole od zahrady odtrženo a kníže Karel Fridrich jej roku 1886 prodal Josefu Riedlovi.
Zánik
Ještě roku 1907 se nacházela zahrada i dům v původním stavu. Roku 1938 již stála severně od usedlosti nová budova, která převzala její číslo popisné. Majetek v té době vlastnil bankéř Jiří Popper. Během okupace za druhé světové války vilu s pozemky zabrali nacisté, po jejím skončení nabídl stát tuto nemovitost tehdy Sovětskému svazu ke zřízení velvyslanectví. Původní usedlost Miseronka byla zbořena.